# Lamar Johnstone
Lamar Johnstone (Fairfax, 15 marzo 1885 – Palm Springs, 21 maggio 1919) è stato un attore statunitense del cinema muto.
Non va confuso con l'attore e regista Lorimer Johnston (1858-1941).

## Biografia
Nato in Virginia, a Fairfax, Lamar Johnstone iniziò a lavorare nel cinema a ventisette anni. Nella sua carriera interpretò 95 pellicole, esordendo nel 1912 in un cortometraggio dell'Eclair American, Keeping an Eye on Father. Fu partner in alcuni film di Dorothy Gibson, un'attrice che poi ebbe una breve stagione di enorme popolarità per essere una delle superstiti del Titanic. Nel 1915, Johnstone prese parte a The Secret of the Submarine, un serial cinematografico d'azione in quindici episodi che aveva come protagonista Juanita Hansen. Lavorò per diverse case di produzione, dall'Eclair, alla Selig Polyscope, alla Fox Film Corporation.
Johnstone morì il 21 maggio 1919 a Palm Springs, all'età di 34 anni. Il suo ultimo film, The Spite Bride, uscì in settembre, quattro mesi dopo la sua morte.

## Filmografia
La filmografia è completa. Quando manca il nome del regista, questo non viene riportato nei titoli
- Keeping an Eye on Father - cortometraggio (1912)
- The Fateful Diamond - cortometraggio (1912)
- It Pays to Be Kind, regia di G.T. Evans - cortometraggio (1912)
- A Lucky Holdup, regia di Delmar E. Clarke - cortometraggio (1912)
- The Legend of Sleepy Hollow, regia di Étienne Arnaud - cortometraggio (1912)
- The High Cost of Living, regia di Étienne Arnaud - cortometraggio (1912)
- The Holy City, regia di Étienne Arnaud (1912) - cortometraggio
- A Double Misunderstanding - cortometraggio
- The Double Cross - cortometraggio (1912)
- The Mighty Hunter
- Because of Bobbie - cortometraggio (1912)
- Boys Again - cortometraggio (1912)
- Aunt Hetty's Goldfish - cortometraggio (1912)
- Wanted a Wife in a Hurry - cortometraggio (1912)
- Robin Hood, regia di Étienne Arnaud e Herbert Blaché - cortometraggio (1912)
- The Passing Parade - cortometraggio (1912)
- The Guest at the Parsonage - cortometraggio (1912)
- Filial Love, regia di Étienne Arnaud - cortometraggio (1912)
- Surprising Eliza - cortometraggio (1912)
- Caprices of Fortune, regia di Étienne Arnaud - cortometraggio (1912)
- Silent Jim - cortometraggio (1912)
- What Father Did - cortometraggio (1912)
- Foiling a Fortune Hunter - cortometraggio (1912)
- Their Children's Approval - cortometraggio (1912)
- Dick's Wife - cortometraggio (1912)
- The Vengeance of the Fakir, regia di Henry J. Vernot - cortometraggio (1912)
- A Tammany Boarder, regia di Étienne Arnaud - cortometraggio (1913)
- The Gallop of Death, regia di Henry J. Vernot - cortometraggio (1913)
- For His Child's Sake - cortometraggio (1913)
- The Love Chase, regia di O.A.C. Lund - cortometraggio (1913)
- For Better or for Worse - cortometraggio (1913)
- A Night of Anguish - cortometraggio (1913)
- The Sons of a Soldier, regia di O.A.C. Lund - cortometraggio (1913)
- The Key, regia di O.A.C. Lund - cortometraggio (1913)
- Hearts and Crosses, regia di William F. Haddock - cortometraggio (1913)
- The Politician - cortometraggio (1913)
- One of the Finest - cortometraggio (1913)
- Through a Telescope - cortometraggio (1913)
- Greasepaint Indians, regia di William F. Haddock - cortometraggio (1913)
- The Lady Killer - cortometraggio (1913)
- A Trade Secret - cortometraggio (1913)
- A Perilous Ride - cortometraggio (1913)
- For His Loved One - cortometraggio (1913)
- The Winning Loser
- The Love of Conchita - cortometraggio (1913)
- A Man of the Wilderness - cortometraggio (1913)
- The Wedding Write-Up - cortometraggio (1913)
- Vengeance, regia di Lorimer Johnston - cortometraggio (1913)
- The Bravest Man - cortometraggio (1913)
- A Warm Welcome - cortometraggio (1913)
- The Hendrick's Divorce - cortometraggio (1913)
- The Padre's Sacrifice, regia di William H. Brown - cortometraggio (1913)
- The God of Tomorrow - cortometraggio (1913)
- The Prisoner of the Mountains - cortometraggio (1913)
- Helen's Stratagem - cortometraggio (1913)
- The Baby - cortometraggio (1913)
- Mollie and the Oil King - cortometraggio (1914)
- The Lackey - cortometraggio (1914)
- The Vengeance of Najerra - cortometraggio (1914)
- The Portrait of Anita - cortometraggio (1914)
- The Reform Candidate - cortometraggio (1914)
- The Rector's Story - cortometraggio (1914)
- His First Love - cortometraggio (1914)
- They Who Dig Pits - cortometraggio (1914)
- The Warning Cry - cortometraggio (1914)
- The Tie That Binds, regia di Frederick Vroom - cortometraggio (1914)
- An Unredeemed Pledge - cortometraggio (1914)
- The Reparation, regia di Edward LeSaint - cortometraggio (1914)
- The Wasp, regia di Edward LeSaint - cortometraggio (1914)
- 'C D' - A Civil War Tale, regia di Edward LeSaint - cortometraggio (1914)
- Peggy, of Primrose Lane, regia di Edward LeSaint - cortometraggio (1914)
- The Broken 'X', regia di Edward LeSaint - cortometraggio (1914)
- The Fates and Ryan, regia di Edward LeSaint - cortometraggio (1914)
- Her Sister, regia di Edward LeSaint - cortometraggio (1914)
- The Lure of the Windigo, regia di Francis J. Grandon - cortometraggio (1914)
- The Lady or the Tigers, regia di Thomas Persons - cortometraggio (1914)
- One Traveler Returns, regia di Edward LeSaint - cortometraggio (1914)
- The Flower of Faith, regia di Francis J. Grandon - cortometraggio (1914)
- The Van Thornton Diamonds, regia di Francis J. Grandon - cortometraggio (1915)
- Hearts of the Jungle, regia di Francis J. Grandon - cortometraggio (1915)
- The Lady of the Cyclamen, regia di Edward LeSaint - cortometraggio (1915)
- The Face at the Window, regia di Francis J. Grandon - cortometraggio (1915)
- The Tyrant of the Veldt, regia di Tom Santschi - cortometraggio (1915)
- The Secret of the Submarine, regia di George L. Sargent  (1915)
- The Blood Yoke, regia di Edward LeSaint - cortometraggio (1915)
- Willie Goes to Sea, regia di Colin Campbell - cortometraggio (1915)
- A Tragedy in Panama - cortometraggio (1915)
- The Fortunes of Mariana - cortometraggio (1915)
- The Shadow and the Shade, regia di Edward LeSaint - cortometraggio (1915)
- The Unfinished Portrait, regia di Edward LeSaint - cortometraggio (1915
- Jimmy - cortometraggio (1915)
- The Face in the Mirror - cortometraggio (1915)
- The Ne'er Do Well, regia di Colin Campbell (1916)
- The Tongues of Men, regia di Frank Lloyd (1916)
- Ben Blair, regia di William Desmond Taylor (1916)
- The Impersonation (1916)
- The Return of James Jerome, regia di Edward Sloman - cortometraggio (1916)
- Il segreto del sottomarino (The Secret of the Submarine), regia di George L. Sargent - serial (1916)
- The Planter, regia di Thomas N. Heffron e John Ince (1917)
- The Calendar Girl, regia di Rollin S. Sturgeon (1917)
- That Devil, Bateese, regia di William Wolbert (1918)
- The Girl of My Dreams, regia di Louis Chaudet (1918)
- Diane of the Green Van, regia di Wallace Worsley (1919)
- Tapering Fingers, regia di John Francis Dillon - cortometraggio (1919)
- A Man in the Open, regia di Ernest C. Warde (1919)
- The Sheriff's Son, regia di Victor Schertzinger (1919)
- The Lone Star Ranger, regia di J. Gordon Edwards (1919)
- Wolves of the Night, regia di J. Gordon Edwards (1919)
- L'ultimo eroe (The Last of the Duanes), regia di J. Gordon Edwards (1919)
- Rivoluzione in gonnella (The Spite Bride), regia di Charles Giblyn (1919)